# Liste der Kardinalpriester von Santa Maria in Ara Coeli
Folgende Kardinäle waren Kardinalpriester von Santa Maria in Ara Coeli (lat. Titulus Sanctae Mariae de Aracoeli):
- Cristoforo Numai OFMObs (1517–1527)
- Titel aufgehoben (1527–1544)
- Francisco Mendoza de Bobadilla (1545–1550)
- Giovanni Michele Saraceni Girifalco (1551–1557)
- Clemente d’Olera OFMObs (1557–1568)
- Alessandro Crivelli oder Cribelli (1570–1574)
- Alessandro Riario (1578–1585)
- Giovanni Battista Castrucci (1586–1592)
- Francesco Maria Bourbon del Monte (1592–1611)
- Agostino Galamini OP (1611–1639)
- Ascanio Filomarino (1642–1666)
- Carlo Roberti (1667–1673)
- Giacomo Fransoni (1673–1685)
- Giacomo de Angelis (1686–1695)
- Giovanni Francesco Negroni (1696–1713)
- Giovanni Battista Bussi (1713–1726)
- Lorenzo Cozza OFMObs (1727–1729)
- Alamanno Salviati (1730–1733)
- Marcello Passari (1733–1741)
- Carlo Leopoldo Calcagnini (1743–1746)
- Carlo Rezzonico (1747–1755), später Papst Clemens XIII.
- Luigi Mattei (1756–1758)
- Johann Theodor von Bayern (1759–1761)
- Baldassare Cenci (1762–1763)
- Niccolò Oddi (1766–1767)
- Vitaliano Borromeo (1768–1783)
- Innocenzo Conti (1783–1785)
- Alessandro Mattei (1786–1800)
- Francesco Maria Locatelli (1803–1811)
- vakant (1811–1816)
- Giovanni Battista Quarantotti (1816–1820)
- Fabrizio Turriozzi (1823–1826)
- Giacomo Filippo Fransoni (1828–1855)
- Francesco Gaude OP (1855–1857)
- Giuseppe Milesi Pironi Ferretti (1858–1870)
- vakant (1870–1874)
- Maximilian Joseph von Tarnóczy (1874–1876)
- Mieczyslaw Halka Ledóchowski (1876–1896)
- Francesco Satolli (1896–1903)
- Beniamino Cavicchioni (1903–1911)
- Diomede Falconio OFM (1911–1914)
- Basilio Pompili (1914–1917)
- Filippo Camassei (1919–1921)
- Juan Benlloch y Vivó (1921–1926)
- Jozef-Ernest Van Roey (1927–1961)
- Juan Landázuri Ricketts OFM (1962–1997)
- Salvatore De Giorgi (seit 1998)